# Einhorn-Apotheke (Darmstadt)

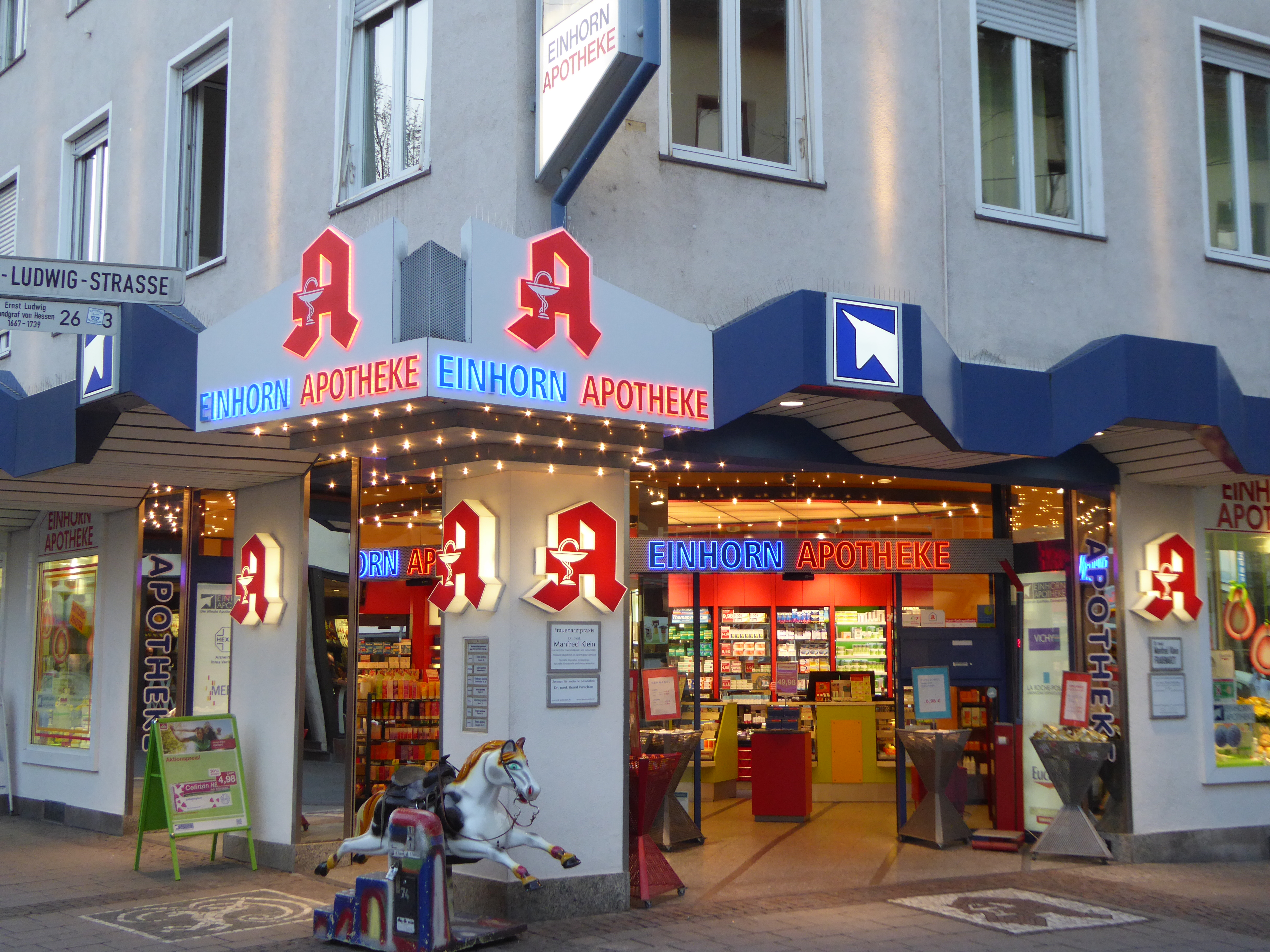
Einhorn-Apotheke Darmstadt, Eingang am Ludwigsplatz

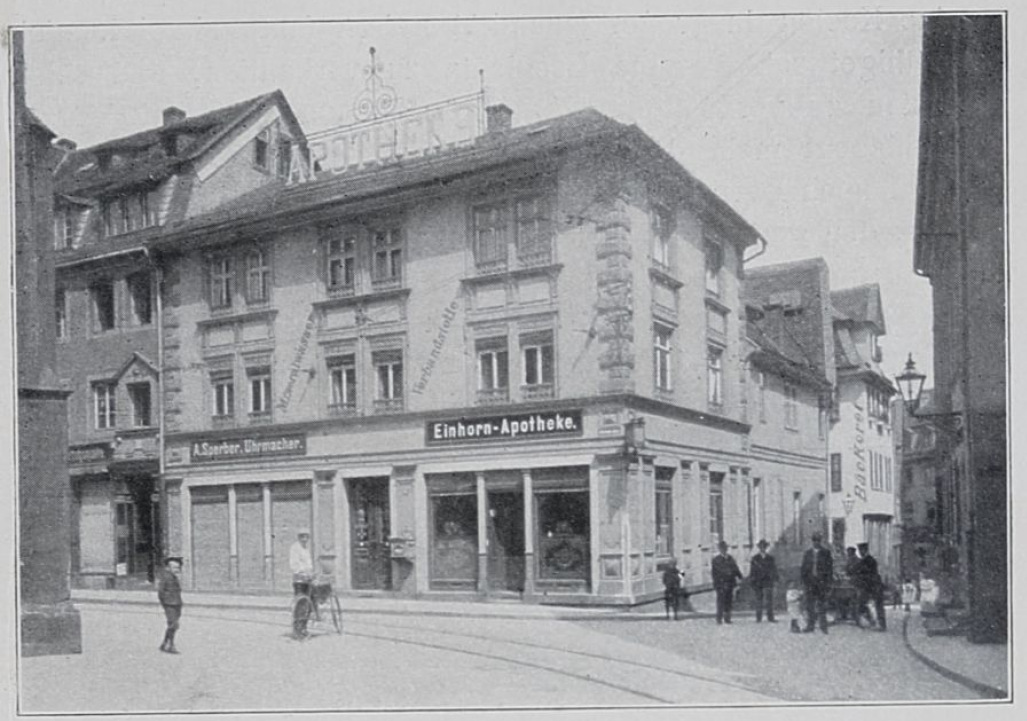
Einhorn-Apotheke Darmstadt ca. 1900 in der Kirchstrasse an der Stadtkirche

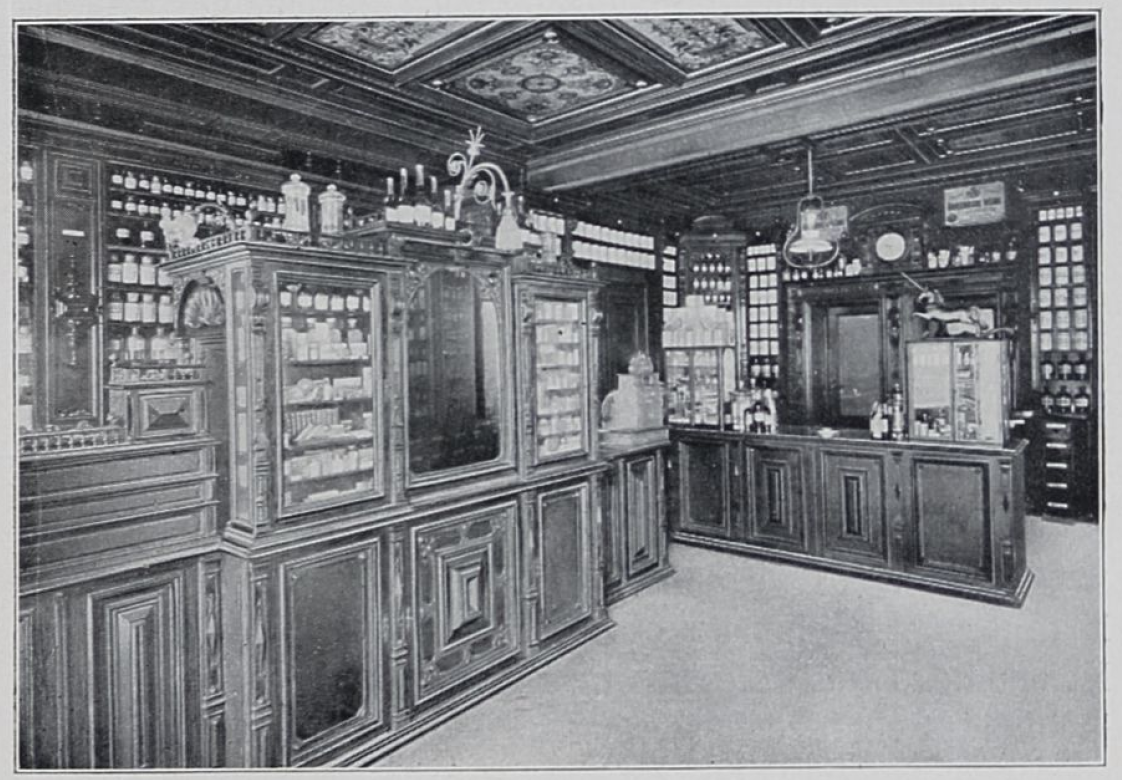
Arzneisaal der Einhorn-Apotheke Darmstadt an der Stadtkirche ca. 1900

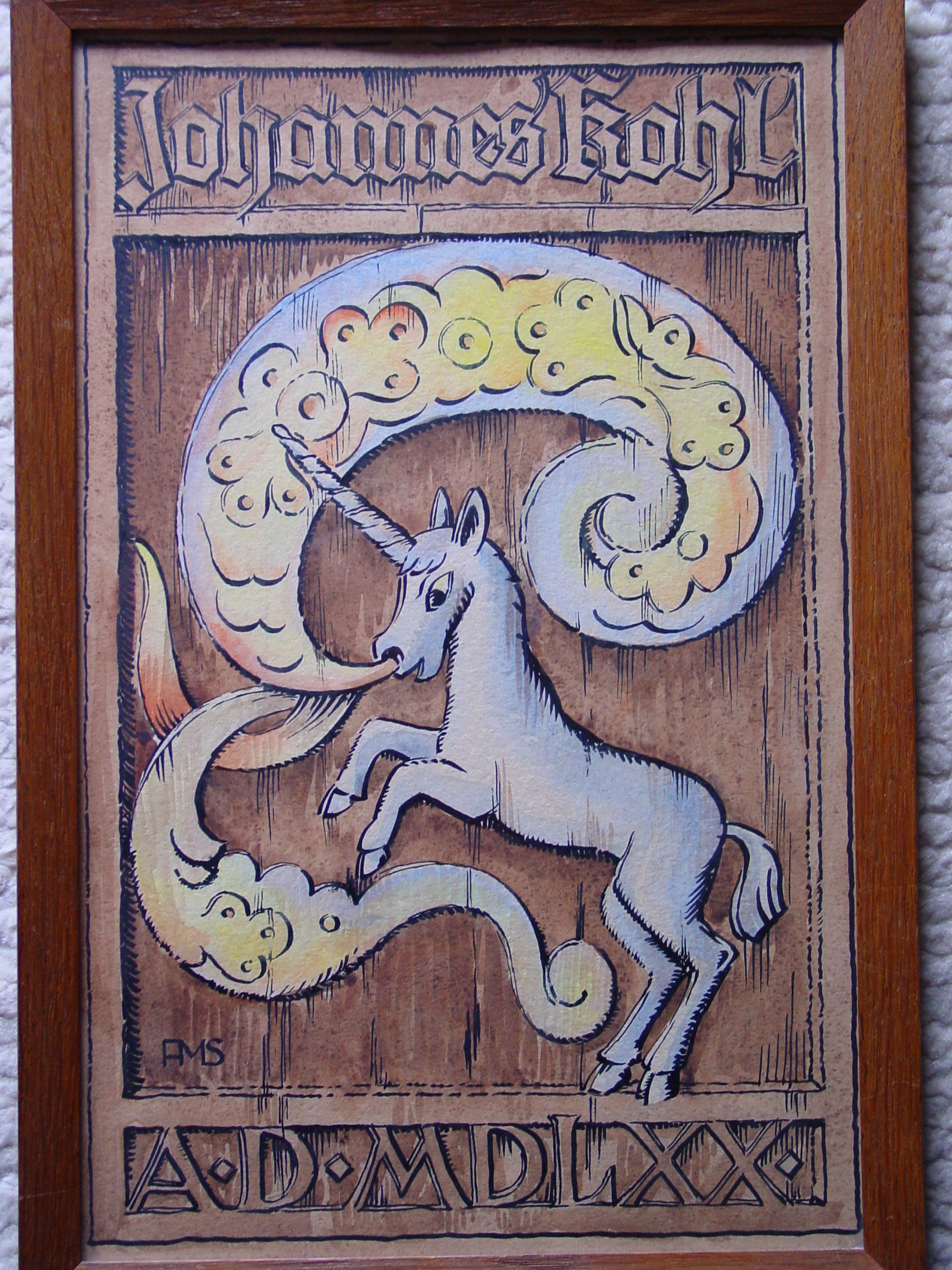
Das alte Wahrzeichen der Einhorn-Apotheke Darmstadt zeigt das Einhorn mit Heildampf

Die Einhorn-Apotheke in Darmstadt ist eine der ältesten Apotheken in Deutschland. Die ersten aktenmäßigen Nachweise stammen aus der zweiten Hälfte des 16. Jahrhunderts (1570). Eine speziell im Interesse der landgräflichen Haus- und Hofhaltung vorhandene Hofapotheke war nur wenig älter, die Einhorn-Apotheke ist somit die älteste öffentliche Apotheke in Darmstadt.

## Chronik
1570 gestattete Landgraf Georg I. von Hessen-Darmstadt (1547 bis 1596) seinem Hofapotheker Kohl, eine Apotheke für die Bürger Darmstadts zu eröffnen. Darmstadt zählte zu dieser Zeit ca. 1200 Einwohner. Die Apotheke wurde in den ersten Jahren in einem Haus direkt beim Rathaus betrieben. Später, auch während des Dreißigjährigen Krieges, befand sich die Apotheke im Rathaus. 1676 wurde die Apotheke in die Kirchstraße, gegenüber der Stadtkirche, verlegt. Die Bezeichnung „Einhorn-Apotheke“ stammt erst aus dem 18. Jahrhundert, als Unterschied zur zweiten Apotheke der Stadt. Im Jahr 1901 erwarb Paul Ramdohr die altehrwürdige Einhorn-Apotheke an der Stadtkirche. Seit 1926 führte er die Apotheke zusammen mit seinem Schwiegersohn Otto Wickop.
Im Zweiten Weltkrieg wurde die Apotheke, wie die gesamte Darmstädter Altstadt, bei Luftangriffen zerstört. Otto Wickop hatte weitblickend Vorräte und Einrichtungsgegenstände in den Odenwald und nach Bensheim ausgelagert. Bis zur Möglichkeit des Wiederaufbaues wurde die Apotheke nach Bensheim a. d. Bergstraße verlegt. Die Einhorn-Apotheke konnte 1953 von Otto Wickop und seinem Sohn Achim Wickop nach einem Grundstückstausch am Ludwigsplatz, am Bismarck-Brunnen wieder aufgebaut werden.
1970 wurden Otto Wickop und Achim Wickop, aus Anlass des 400-jährigen Bestehens der Apotheke, die Silberne Verdienstplakette der Stadt Darmstadt verliehen.

## Gegenwärtige Situation
Seit 1953 befindet sich die Einhorn-Apotheke zentral gelegen am Ludwigsplatz in der heutigen Fußgängerzone in der Innenstadt Darmstadts.
Im Oktober 2020 übernahm Thomas Wickop als Nachfolger seines Vaters Günter Wickop die Einhorn-Apotheke. Die älteste Apotheke Darmstadts ist damit bereits in der fünften Generation seit über 120 Jahren in Familienbesitz.
Seit 2024 hat die Apotheke 2 Filialen.